# Costa di Lars Christensen

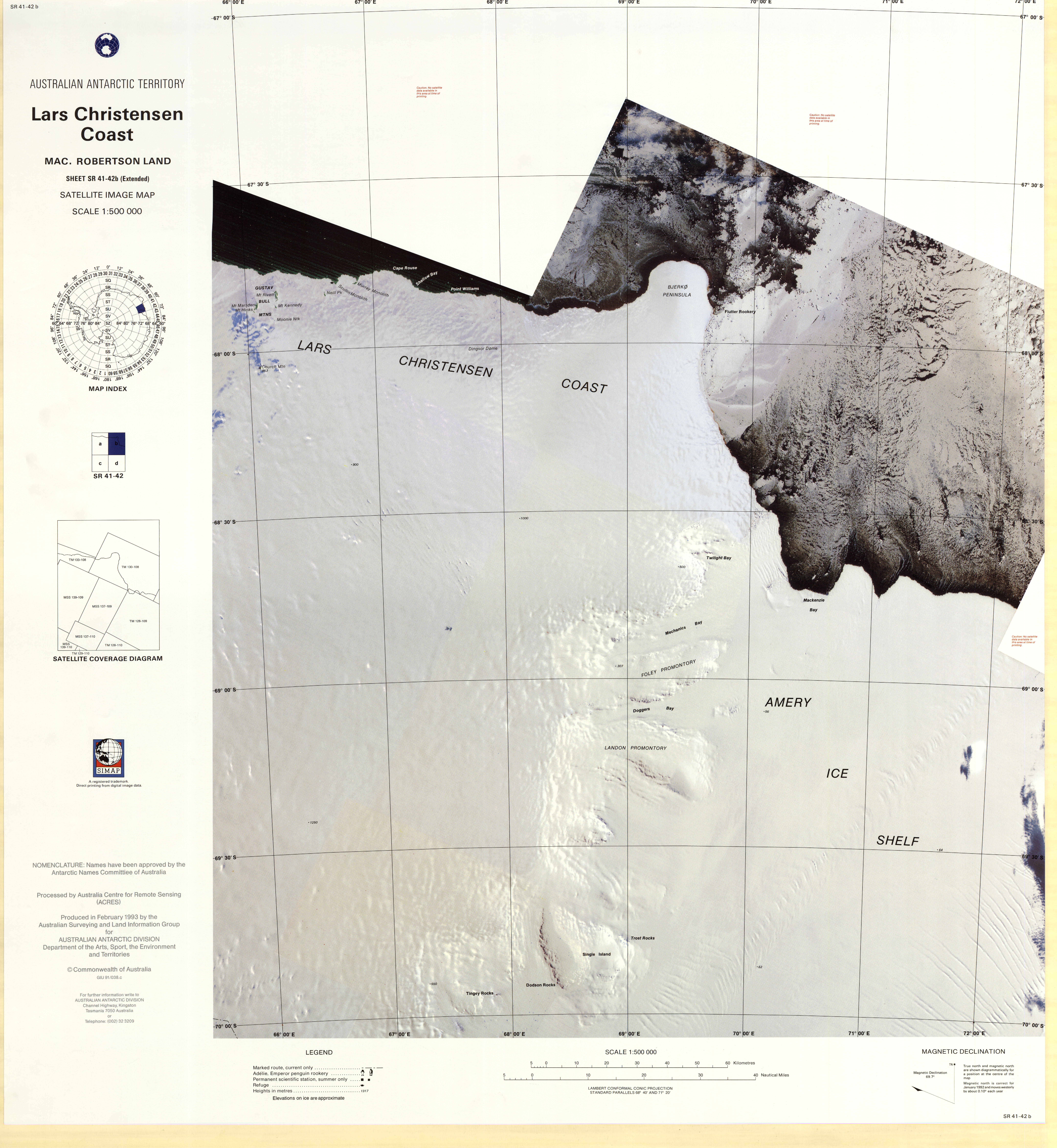
Mappa in scala 1:500.000 della costa di Lars Christensen e della piattaforma di ghiaccio Amery.

La costa di Lars Christensen (centrata alle coordinate 69°00′S 69°00′E) è una porzione della costa antartica che comprende parte della costa orientale della Terra di Mac. Robertson e la parte della costa continentale compresa tra capo Darnley (67°43′05″S 69°30′00″E), nella penisola di Bjerko, il limite orientale della Terra di Mac. Robertson, e l'estremità occidentale della piattaforma di ghiaccio Amery, alla longitudine di 71°E. In particolare, il confine occidentale della costa di Lars Christensen è segnato dal monolite Murray (67°47′S 66°54′E), e la costa confina a est  con una zona priva di nome e di appartenenza che si estende verso est fino al promontorio di Jennings (70°10′S 72°33′E), confine occidentale della costa di Ingrid Christensen (e quindi della Terra della Principessa Elisabetta), e a ovest con la costa di Mawson.
Va detto che i confini sopraccitati sono quelli riconosciuti dalla maggior parte dei paesi ma non da tutti, l'Australia, infatti, che rivendica questa regione come facente parte del Territorio Antartico Australiano, considera la costa di Lars Christensen, e quindi la Terra di Mac. Robertson, estesa fino alla longitudine di 73°E, includendo così nella regione la maggior parte della piattaforma glaciale Amery.

## Storia
Il fronte della costa, dalla piattaforma Amery al monolite Murray, fu scoperto e costeggiato da parte di balenieri al soldo dell'armatore norvegese Lars Christensen, di Sandefjord, da cui la costa prende il nome. Lo stesso Christensen prese poi parte in prima persona ad alcune delle esplorazioni antartiche effettuate dalla sua flotta tra il 1926 e il 1937.

L'esplorazione del lato sudoccidentale, e quindi interno, della piattaforma Amery fu invece portata a termine durante una serie di esplorazioni australiane negli anni cinquanta.